# Frohes Fest
Frohes Fest (рус. «Счастливый праздник») — второй студийный альбом немецкой группы Unheilig, вышедший в 2002 году. 

## Об альбоме
Помимо стандартного издания, включавшего 15 композиций, ограниченным тиражом было выпущено специальное издание с дополнительным мини-альбомом Tannenbaum.

## Список композиций
Диск с альбомом «Frohes Fest»:
1. «Sternzeit (1. Strophe)» - 2:13
2. «Kling Glöckchen klingelingeling» - 4:11
3. «Leise rieselt der Schnee» - 5:09
4. «O Tannenbaum» - 4:32
5. «Sternzeit (2. Strophe)» - 1:28
6. «Süßer die Glocken nie klingen» - 5:23
7. «Als ich bei meinen Schafen wacht» - 5:56
8. «Vollendung» - 3:58
9. «Morgen kommt der Weihnachtsmann» - 5:03
10. «Sternzeit (3. Strophe)» - 1:30
11. «Schneeflöckchen Weißröckchen» - 5:29
12. «Still still still» - 6:36
13. «Ihr Kinderlein kommet» - 6:06
14. «Stille Nacht heilige Nacht» - 7:00
15. «Sternzeit (4. Strophe)» - 3:42

Мини-альбом «Tannenbaum»:
1. «O Tannenbaum [Single Edit]» - 3:37
2. «O Tannenbaum [Toxic Radio Edit]» - 3:14
3. «Vorweihnachtszeit» - 4:09
4. «O Tannenbaum [Der Graf Club Edit]» - 6:23
5. «Knecht Ruprecht» - 5:15
6. «O Tannebaum [Toxic Club Remix]» - 6:02
7. «Weihnachtszeit» - 2:43